# 劇場版 マクロスF
『劇場版 マクロスF』（げきじょうばん マクロスフロンティア）は、サテライト、エイトビット制作による日本のアニメーション映画。「マクロスシリーズ」の25周年記念作品で、2008年に放送されたテレビアニメ『マクロスF』の劇場版二部作である。
2009年11月21日より前編『劇場版 マクロスF 虚空歌姫 〜イツワリノウタヒメ〜』（げきじょうばん マクロスフロンティア イツワリノウタヒメ）、2011年2月26日より「完結編」と銘打たれた『劇場版 マクロスF 恋離飛翼 〜サヨナラノツバサ〜』（げきじょうばん マクロスフロンティア サヨナラノツバサ）が公開された。
「マクロスシリーズ」の第1作『超時空要塞マクロス』の時代から約50年後、人類の宇宙移民が進んだ銀河系を舞台に、超長距離移民船団マクロス・フロンティアと地球外生命体バジュラの戦い、そしてパイロットの少年とふたりの歌姫の三角関係を描いた『マクロスF』（以降、「テレビ版」と表記）を劇場版として再構築した作品である。テレビ版の総監督である河森正治は、劇場版では監督として制作を指揮する。テレビ版の監督を務めた菊地康仁は前編の演出にまわり、完結編にはプリプロダクション協力として参加。完結編では河森と付き合いの長い佐藤英一が副監督に就任した。テレビ版に続き、前編・完結編ともに脚本は吉野弘幸（劇場版では河森との連名）、音楽は菅野よう子が担当する。
二部作の総動員数は95万人以上、興行収入は合計で13.5億円を記録した。
2021年10月8日には、『サヨナラノツバサ』から数年後を描いた『劇場短編マクロスF 〜時の迷宮〜』（げきじょうたんぺんマクロスフロンティア ときのめいきゅう）が、テレビアニメ『マクロスΔ』の劇場版第2作『劇場版マクロスΔ 絶対LIVE!!!!!!』との同時上映で公開された。監督・脚本は河森が手がけ、菅野による新作主題歌「時の迷宮」が使用されている。

## 概説

### 企画
2008年11月のテレビ版最終話（第25話）終了後のCMで「劇場版マクロスF始動」と発表され、その後に二部作となることが告知された。
『マクロスF』劇場版企画の始動は、河森によると「おそらくTVシリーズのDVDが発売になったころ」であり、当初はバジュラ以外の敵を出す番外編的なものを提案したが製作委員会に却下され、「7割旧作、3割新作」の総集編的な前編、「3割旧作、7割新作」の完結編からなる二部作ということになった。最終的に前編は7割新作、完結編はほぼ完全新作となった。
前編と完結編の間にOVA『娘クリ Nyan×2 Music Clip』のリリースを挟んだため、完結編は2010年中に公開できなかった。声優によるアフレコは年が明けた2011年1月に行われ、完成したのは公開2週間前だった。完結編劇中には『娘クリ』用に新撮された映像も使用されている。

### 作風
河森はテレビ版の制作やライブイベントの開催を通してエンターテインメントの力を再確認し、「絵でしかないアニメでも、いろんな要素を掛け合わせて、密度を上げていけば、頭でなく心や魂をダイレクトに揺さぶる領域に達することができる」と感じた。劇場版の制作については「ライブ感覚」や「エンターテインメントの臨界点を超える」というキーワードを挙げ、「歌、セリフ、SE、映像が全部ミックスされたとき、一種の感覚洪水が起きるように試みているんです。それには映画館という舞台が不可欠になってくると思います」と語っている。河森はこれまでのシリーズ作品において1作ごとに作品のテイストを変えており、本作はライブムービー感覚を重視して「戦場ライブ風」に描いたという。

### テレビ版からの変更点
河森の作品では、テレビシリーズから映画やOVAへと展開する過程で、ストーリーや人物設定を大胆に脚色している例が多いが、『マクロスF』の場合は内包する要素が多岐に渡るため、初見の人でも分かるよう映画として構築するのは難しかった。そこでダブルヒロインのひとりであるシェリル・ノームの設定を変え、「銀河の妖精と呼ばれるトップスターの少女がスパイかもしれない」というミステリーを軸に、ドラマや人間関係を再構成する方法を選んだ。このアイデアを製作委員会で切り出したときは、賛否両論真っ二つだった。物語はテレビ版と似た状況から始まるが、時系列的には「劇場版の始まる数年前にTVシリーズとの分岐点があって、そこからドミノ倒し的に、いろいろなことが変化している」展開となる。テレビ版と異なる結末については、どちらが正しい歴史というわけではないとしている。
登場人物の精神年齢は若干高く設定されており、状況に対してテレビ版とは異なる決断や行動をとる。「何かを選択する過程を通じて成長していく姿」が作品のひとつのテーマとなっている。テレビ版からファンの関心を引きつけた三角関係の行方にも、ひとつの答えが示される。河森はラストシーンについて、単なる恋愛感情を超えた人間のつながりを見つけ出したり、その次への始まりになれたらいいな、という思いを述べている。
音響設計は映画用5.1chサラウンド仕様となり、大画面・大音響による「戦場ライブ」のような空間を目指している。ふたりの歌姫のライブステージには「時計の歯車」「工場船」「錬金術」「魔法少女」といったテーマを設定し、3DCGやモーションキャプチャ、実写などの素材を交えたミュージカル風の演出を行なっている。河森は「初めて聞くからこそインパクトのある曲もあれば、耳になじんでるからこそ前と違うシーンとの融合でぐっと来る曲もあって、配置やバランスには気をつけました」と語っている。
メカニックデザインは主役機として、前編にはVF-25/TW1 メサイア トルネードパック仕様、完結編には新デザインのYF-29 デュランダルが登場する。テレビ版のCGアクションは意図的にスピード感を抑えたり、情報量を省いた部分もあったが、劇場版では大画面向けに再設計を行なっている。

## 劇場版 マクロスF 虚空歌姫 〜イツワリノウタヒメ〜
『劇場版 マクロスF 虚空歌姫 〜イツワリノウタヒメ〜』（げきじょうばん マクロスフロンティア イツワリノウタヒメ）は、テレビアニメ『マクロスF』劇場版二部作の前編であり、2009年11月21日に公開された。1995年上映の『マクロスプラス MOVIE EDITION』『マクロス7 銀河がオレを呼んでいる！』以来、14年ぶりの「マクロスシリーズ」の劇場用作品となる。
物語はヒロイン・歌姫のひとり、シェリル・ノームのマクロス・フロンティア船団来訪に始まり、おおむねテレビ版第7話までの展開をたどるが、テレビ版終盤の要素も多く加わっている。
キャッチコピーは、シェリルを描いたキービジュアル第1弾を掲載したティーザーポスターでは「歌で銀河が救えるわけないでしょ」、シェリルともうひとりのヒロイン・歌姫であるランカ・リーを中心に描いたキービジュアル第2弾を掲載した本ポスターでは「歌で銀河が救えるわけないでしょ！」に「でも私、歌いたいんです」と続く。

### ストーリー（イツワリノウタヒメ）
西暦2009年に巨人種族ゼントラーディとのあいだで勃発した第一次星間大戦において絶滅の危機に瀕した地球人類は、文化に目覚めた一部のゼントラーディと和平を結んで「新統合政府」を樹立させ、「フォールド」と呼ばれる超空間跳躍航行・通信能力を備え、内部に地球環境を再現した大規模移民船団を造り、種の存続のために銀河系各方面へと旅立っていった。
そして西暦2059年、新マクロス級として25番目の超長距離移民船団「マクロス・フロンティア船団」は、銀河系の中心に向けて航行を続けていた。かつては歌舞伎の天才女形とうたわれながらも舞台を去り、本物の空にあこがれてパイロットを目指す少年、早乙女アルトは、「マクロス・ギャラクシー船団」から来訪したトップシンガー、シェリル・ノームのライブで学友たちとアクロバットを披露し、アルトたちの知り合いでシェリルにあこがれる少女、ランカ・リーも観客として参加する。しかしその最中、フロンティア船団は正体不明の重機甲生命体「バジュラ」に襲われる。船団を防衛する新統合軍と、最新鋭可変戦闘機「VF-25 メサイア」を擁する民間軍事会社「S.M.S」のスカル小隊が迎え撃つものの、バジュラは最終防衛ラインを突破し旗艦「アイランド1」の市街地に侵入する。シェリルとともに襲撃に巻き込まれたアルトは、目の前で戦死したパイロットに代わってVF-25に搭乗し、ランカへと迫るバジュラに立ち向かう。そこへランカの義兄でスカル小隊の隊長を務めるオズマ・リーが駆けつけるが、頭部を失っても動くバジュラの攻撃を受けて負傷し、ランカは異常な反応を示して泣き叫ぶ。同時に未知のフォールド反応が生じ、動きを止めたバジュラは仕留められる。シェリル来訪とバジュラ襲撃のタイミングが一致することから、フロンティア政府はギャラクシーの策謀を疑う。
アルトはオズマから、学友のミハエル・ブラン（ミシェル）やルカ・アンジェローニたちも所属するS.M.Sの正体と、ランカが11年前の事件で肉親全員と当時の記憶を失っていることを聞かされ、すべてを知りたいと希望する。24時間の猶予を与えられたアルトは、戦禍に触れて歌を皆に伝えたいと願うランカの夢を後押しし、自身も覚悟を決める。そこへシェリルが現れ、ランカが唯一記憶していた歌を「アイモ」と呼び、なぜ自分と同じ歌を歌えるのかと問うが、マネージャーのグレイス・オコナーから仕事の連絡が入り、そのまま別れる。
S.M.Sに入隊した翌日、アルトは突然訪ねてきたシェリルに、なくした大切なイヤリングの片方を捜してほしいと頼まれる。シェリルはアルトとともにフロンティア船団を散策し、インプラント技術によるサイボーグ化が急速に普及したギャラクシー船団とはまったく異なる艦内の環境に感動する。アルトとの交流のなかでシェリルは「アイモ」について、祖母がある惑星で聞き、亡き母から伝えられた歌だと語る。そのころ、歌手になることを反対されて家出をしていたランカは、ミハエルに覚悟を問われて雑踏のなかで歌うことになり、アルトを思い出すことで勇気を得て、たちまち大盛況を呼ぶが、シェリルがアルトの頬にキスをして去るのを目撃して動揺する。ランカはその場でスカウトされて下積みの仕事に励むものの、アルトとシェリルの関係を気にして連絡を取れず、ミハエルの計らいで久々にアルトと再会して活動の成果と感謝を伝える。アルトはランカとの対話のなかで、役に取り憑かれて自分を失うことへの恐怖で舞台から逃げ出したことを吐露する。
アルトは、シェリルとギャラクシー船団のクルーにスパイ疑惑が掛けられていることをオズマより知らされ、シェリルに対して一抹の疑念を抱く。一方、ランカは突然現れた緑色の生き物になつかれ、これに「アイ君」と名づける。初めてのライブを控えて緊張するランカは深夜、夢の後押しを受けた丘でシェリルと思いがけず再会する。ふたりが「アイモ」を合わせて歌ったとき、歌に反応したアイ君が体を発光させて逃げだす。イヤリングを見つけたアルトは、シェリルからの呼び出しを受けて丘を訪れるが、アイ君を追うシェリルを見て、ランカを襲っていると思い込みスパイだと決めつけ、シェリルは傷心のまま去ってゆく。その様子を捉えたグレイスは、ランカが自分たちの探し求めていた存在であることを確信する。
シェリルのリベンジライブ開催当日、謹慎中のアルトが「想いを伝える石」とされるシェリルのイヤリングを身につけると、スラムで「ひとりぼっちにしないで」と訴える幼いシェリルと同調し、その心に秘めた本当の気持ちを感じ取る。アルトはシェリルのもとを訪れて謝罪し、何があっても「ひとりぼっちなんかじゃない」と伝える。そこへグレイスが現れて陰で動向を探っていたオズマたちに対し、ギャラクシー船団がバジュラの襲撃を受け、救援要請をフロンティア政府が黙殺する決定を下したと告げる。シェリルは私財を投じてS.M.Sの出動を依頼し、アルトにイヤリングを預ける。S.M.Sは母艦「マクロス・クォーター」で出撃してバジュラ群を蹴散らし、ギャラクシーの難民船団を避難させるが、巨大なバジュラ戦艦が率いる本隊が現れ、難民船の一部が沈められる。ライブでアルトたちの無事を祈るシェリルと、客席でその覚悟を知ったランカがともに歌うと、イヤリングを通じて歌がアルトに届き、バジュラ戦艦が反応してフロンティア船団へとフォールドする。
アイランド1の市街地はふたたび惨禍に見舞われ、シェリルのライブ会場もバジュラ群に襲撃される。フォールドに巻き込まれていたアルトはシェリルの救出に向かうが、バジュラに苦戦を強いられる。記憶の断片がよみがえり、バジュラが自分を狙ってくるのかもしれないことに気づいたランカは無我夢中で駆けだし、おとりとなって群れを引きつけるものの、捕まって連れ去られ、これを追うアルトも危機に陥る。シェリルは自分の歌も少しはバジュラに通じると考えて歌いだし、ランカの影響でシェリルも「フォールド波」を含む歌の力に覚醒したことを確認したグレイスは、その歌を全艦に中継させる。グレイスの部下でサイボーグ専用機「VF-27 ルシファー」を駆るブレラ・スターンの援護や、ミハエルの命をかけた助力もあり、アルトはランカを奪還してシェリルが立つステージに届け、ふたりの歌姫は肩を並べて熱唱する。宇宙ではマクロス・クォーターと新統合軍旗艦「バトル・フロンティア」が戦艦を沈め、バジュラ群の撃退に成功する。減圧現象により雪が降るなか、シェリルは預けていたイヤリングをそのまま与え、アルトとランカに感謝の言葉を伝える。

### キャスト（イツワリノウタヒメ）
| - 早乙女アルト - 中村悠一 - シェリル・ノーム - 遠藤綾 - ランカ・リー - 中島愛 - オズマ・リー - 小西克幸 - ミハエル・ブラン - 神谷浩史 - ルカ・アンジェローニ - 福山潤 - クラン・クラン - 豊口めぐみ - ジェフリー・ワイルダー - 大川透 - ハワード・グラス - 西村知道 - キャサリン・グラス - 小林沙苗 - ブレラ・スターン - 保志総一朗 - レオン・三島 - 杉田智和 - ボビー・マルゴ - 三宅健太 - カナリア・ベルシュタイン - 桑島法子 - モニカ・ラング - 田中理恵 - ミーナ・ローシャン - 平野綾 - ラム・ホア - 福原香織 - ヘンリー・ギリアム - 大原崇 | - 老人 - 麻生智久 - 中年 - 稲田徹 - 青年 - 金野潤 - アイ君 - 佐々木日菜子 - コンサートアナウンス - 宮原永海 - 女性オペレーター - 足立友 - コンビニ店員 - 早志勇紀 - ニュースキャスター - 大村歌奈 - ランシェ・メイ - 坂本真綾 - グレイス・オコナー - 井上喜久子 |

### スタッフ（イツワリノウタヒメ）
- 原作 - 河森正治 / スタジオぬえ[34]
- 監督・バルキリーデザイン - 河森正治[34]
- 演出 - 菊地康仁[35]
- 脚本 - 吉野弘幸、河森正治[34]
- キャラクターデザイン - 江端里沙、高橋裕一[34]
- メカニックデザイン - 石垣純哉、高倉武史[34]
- コンセプチュアルデザイン - 宮武一貴
- 美術設定 - 平澤晃弘
- スペック設定 - 千葉昌宏
- メカニカルアート - 天神英貴[35]
- CGIテクニカルディレクター - 八木下浩史[35]
- 総作画監督 - 江端里沙
- 作画監督 - 高橋裕一、丸藤広貴、入江篤、藤川太、大籠之仁
- 絵コンテ - 河森正治、菊地康仁、阿保孝雄、松田清、田中孝行
- 美術監督 - 吉原俊一郎[35]
- 色彩設計 - 中山久美子[35]
- 撮影監督 - 笹倉逸郎、植田真樹
- 音楽 - 菅野よう子[35]
- 音響監督 - 三間雅文[35]
- アニメーション制作 - サテライト[34]、エイトビット[34]
- 製作 - ビックウエスト、劇場版マクロスF製作委員会[35]

### 使用曲（イツワリノウタヒメ）
※は劇場版用の新曲。ほかはテレビ版からの流用、またはアレンジバージョン。

#### エンディングテーマ（イツワリノウタヒメ）
「そうだよ。」※
作詞 - 坂本真綾 / 作曲・編曲 - 菅野よう子 / 歌 - ランカ・リー＝中島愛

#### 挿入歌（イツワリノウタヒメ）
「What 'bout my star?」
作詞 - hàl / 作曲・編曲 - 菅野よう子 / 歌 - シェリル・ノーム starring May'n
「ユニバーサル・バニー」※
作詞 - しほり、PA-NON、Gabriela Robin / 作曲 - 菅野よう子 / 歌 - シェリル・ノーム starring May'n
「Welcome To My Fan Club's Night!」
作詞 - hàl / 作曲・編曲 - 菅野よう子 / 歌 - シェリル・ノーム starring May'n
「アイモ」
作詞 - Gabriela Robin / 作曲・編曲 - 菅野よう子 / 歌 - シェリル・ノーム starring May'n、ランカ・リー＝中島愛
「pink monsoon」※
作詞 - Gabriela Robin / 作曲・編曲 - 菅野よう子 / 歌 - シェリル・ノーム starring May'n
「私の彼はパイロット」
作詞 - 阿佐茜 / 作曲 - 羽田健太郎 / 編曲 - 保刈久明、菅野よう子 / 歌 - ランカ・リー＝中島愛
「What 'bout my star?@フォルモ」
作詞 - hàl / 作曲・編曲 - 菅野よう子 / 歌 - ランカ・リー＝中島愛
「スターライト納豆」※
作詞 - 一倉宏 / 作曲・編曲 - 菅野よう子 / 歌 - ランカ・リー＝中島愛
「開拓重機」※
作詞 - 一倉宏 / 作曲・編曲 - 菅野よう子 / 歌 - ランカ・リー＝中島愛
「ダイナム超合金」※
作詞 - 黒河影次 / 作曲・編曲 - 菅野よう子 / 歌 - ランカ・リー＝中島愛
「だるまゼミナール」※
作詞 - 一倉宏 / 作曲・編曲 - 菅野よう子 / 歌 - ランカ・リー＝中島愛
「超時空飯店 娘々」
作詞 - 一倉宏 / 作曲・編曲 - 菅野よう子 / 歌 - ランカ・リー＝中島愛
「ファミリーマート・コスモス」※
作詞 - 一倉宏 / 作曲・編曲 - 菅野よう子 / 歌 - ランカ・リー＝中島愛
「射手座☆午後九時 Don't be late」
作詞 - Gabriela Robin / 作曲・編曲 - 菅野よう子 / 歌 - シェリル・ノーム starring May'n
「ダイアモンド クレバス」
作詞 - hàl / 作曲・編曲 - 菅野よう子 / 歌 - シェリル・ノーム starring May'n
「妖精」
作詞 - 真名杏樹、Gabriela Robin / 作曲・編曲 - 菅野よう子 / 歌 - シェリル・ノーム starring May'n
「オベリスク」※
作詞 - Gabriela Robin / 作曲・編曲 - 菅野よう子 / 歌 - シェリル・ノーム starring May'n
「ライオン」
作詞 - Gabriela Robin / 作曲・編曲 - 菅野よう子 / 歌 - May'n、中島愛

### 制作（イツワリノウタヒメ）
監督の河森正治は、もともと『マクロスF』が毎週放送されるテレビ向けの設計を意識した作品であり、「テレビシリーズ終了から1年程度で劇場公開」との要望もあって完全新作では間に合わず、また幅広い世代に受け入れられた『F』で目指したスタイルや雰囲気を壊さないよう、映画向けに根本的な変更をしたがる自分への戒めとしてもテレビ版をベースにしたと述べている。一方で単なる総集編にもしたくないということで、同じシーンでも緊張感が出るよう、シェリルのスパイ疑惑という要素を思いつき、映画として初見の人にもわかりやすくすることに加えて時間短縮のためにアルトとランカも最初からの知り合いに変更した。河森は『超時空要塞マクロス』でスケジュールの逼迫からほぼ既存映像の流用で作った第17話「ファンタズム」での作業が楽しかったことや、初めて監督を務めた劇場版『超時空要塞マクロス 愛・おぼえていますか』で構成に苦労した経験も本作に生かされているといい、デジタル制作ゆえに可能になったテレビ用素材の細かな修正や色の変更、密度の増加、映画的に変更した再撮影をほぼ全カットで行なっている。
映像は当初、テレビ版からの流用を含めて「総集編プラスアルファ」「新規作画は3割」とされていたが、登場人物の新コスチュームや新曲ライブシーン、メカデザインの改稿などが加わり、新規作画7割、再撮影9割、アフレコは全編新録音となった。BGMの選曲も新しさを生むためにテレビ版とは極力変更している。河森は「テレビシリーズに沿っているのは前編の最初の1時間くらいかもしれないですね。以降はほぼオリジナルストーリーと思って頂いていいかもしれません」「完結編を見終わって、もう一度前編を見ると、新しく発見できることがある。そういう風に設計して作っています」と語っている。
テレビ版で総監督を務めた河森は劇場版では監督となっているが、多忙のためスタジオに常駐できず、現場で細かい指示を出せる人物が必要ということで、テレビ版の監督で、すべてのカットを把握している菊地康仁が演出として参加した。絵コンテは河森、菊地をはじめ5人の演出家が担当し、監督による修正ではなく各担当者に描き直しを要求する方式で個性やアイデアが出るようにした。
3DCGは作画と違い、動きを変えても新しく感じられないということで、VF-25のトルネードパックや新バジュラを出すことになった。テレビ版ではスケジュールや予算の関係からCGは戦闘シーンのみに注力していたが、本作ではそれ以外にも積極的に使用し、ディティールアップも行なっている。

### 公開・反響（イツワリノウタヒメ）
封切り時の上映館は30館。当時のハイターゲット向けアニメの興行形態である小規模公開での封切りながら、2009年11月21、22日の映画週末興行成績で第9位を記録し、1スクリーンあたりの平均興行収入ではトップとなった。劇場公開にあたっては、2009年11月24日から12月14日まで、沖縄県を除く全国のファミリーマート約7,400店舗で、同映画とのコラボレーション商品7種類の販売も行なわれた。公開後2週間で観客動員22万人を突破し、最終的に興行収入6.5億円を記録した。
第14回文化庁メディア芸術祭アニメーション部門審査員推薦作品に選出された。
2018年6月8日からは、『マクロスF』10周年記念としてTOHOシネマズ各劇場でMX4D版が公開された。

## 劇場版 マクロスF 恋離飛翼 〜サヨナラノツバサ〜
『劇場版 マクロスF 恋離飛翼 〜サヨナラノツバサ〜』（げきじょうばん マクロスフロンティア サヨナラノツバサ）は、テレビアニメ『マクロスF』劇場版二部作の完結編であり、2011年2月26日に公開された。
物語は前編『イツワリノウタヒメ』エンディングの3か月後から始まる。回想シーンを除けばほぼ完全新作の作画によるオリジナルストーリーでクライマックスへと進行し、戦闘・歌・恋愛・謀略といった要素が目まぐるしく展開する。
公開までに3つのキービジュアルとキャッチコピーが発表されており、第1弾はランカ・リーのイラストに「歌は魔法☆」、第2弾はシェリル・ノームとVF-25のイラストに「歌は祈命（いのち）」、第3弾はシェリルとランカ、ウェディングドレスを着た人物を抱く早乙女アルト、YF-29のイラストに「歌は死なない。」。

### ストーリー（サヨナラノツバサ）
バジュラとの遭遇戦から3か月後、フロンティア船団で歌手活動を続けていたシェリルは、ライブ中に突然倒れる。スパイ疑惑を晴らすため自身の護衛につけたアルトや、人気アイドルとなっていたランカのまえでは平静を装うものの、シェリルはフォールド波発生能力をもつ歌姫を見つけるまでの代役として、バジュラがもつフォールド細菌を病原体とするV型感染症に罹患させられており、助かるには声帯を除去するしかない段階まで病状が進行していた。歌を捨てることを拒むシェリルに対してグレイスは、生まれつきV型感染症への免疫をもつランカの血と臓器を全移植すれば助かるかもしれないと提案する。一方、S.M.Sの慰安旅行中にアルトと会ったランカは、バジュラに捕らえられたときの体験から、脳がきわめて小さいバジュラにも心があるのではないかと相談するが、アルトはそれを否定し、ランカがどう思おうと自分が守ると誓う。
フロンティアではランカのファーストライブが開催され、招待されたシェリルもこれを見届ける。そのころS.M.Sと新統合軍は、ゼントラーディ軍の要塞に巣食ったバジュラの大群に攻撃をしかける。援護についたブレラが敵母艦に突入し、アルトも負けじと追随する。イヤリングを通じて届いたランカの歌でバジュラの動きが鈍るなか、母艦内の準女王バジュラとの戦いでアルトは負傷し、バジュラが仲間を助ける姿を目撃する。ブレラが準女王を仕留めると、超指向性フォールド波がバジュラの母星へ放たれ、群れは撤退する。入院したアルトのもとにはシェリルが駆けつけ、語らいのなかで歌への思いを明かしつつ、アルトの身を案じる。遅れて現れたランカは、ふたりの親密な様子を見て衝撃を受ける。同じころグレイスは、ギャラクシー船団幹部の命令で工作員を使いフロンティア制圧作戦を開始するが、計画を把握していた大統領府首席補佐官のレオン・三島が率いる部隊によって一網打尽にされ、シェリルもイヤリングの希少鉱石「フォールドクォーツ」を使いバジュラを歌で誘導していたとして、スパイ容疑で逮捕される。
フロンティア政府はシェリルに死刑を宣告する。ランカはアルカトラズ監獄島に収監されたシェリルと面会し、心に秘めたアルトへの思いを確かめる。帰路につくランカのもとに逃走中のブレラが現れ、フロンティアの狙いやシェリルの病状、ランカの出生と歌の秘密を語り、自身をランカの兄だと称して去ってゆく。シェリルの件で進む道を見失っていたアルトに対してオズマは、「役を演じる」ことについてよく自分に問えと叱咤する。S.M.Sはルカの働きにより、三島がギャラクシーの計画を横取りしてバジュラの支配をもくろんでいることを突き止め、さらに小腸内のフォールド細菌によって超空間フォールドネットワークを形成するバジュラが、母胎感染により同じく小腸にフォールド細菌を宿したランカを仲間と思い助けようとしたのだと推測する。そしてふたりの歌によるバジュラとのコミュニケーションの可能性を認識し、シェリル救出へと動きだす。
ランカはアルカトラズで慰問ライブを開催し、その騒ぎに乗じてアルトはシェリルの救出に成功する。しかし、捕らえたギャラクシー船団幹部からバジュラを操る方法を聞き出していた三島たちは、ふたりの歌からバジュラの通信プロトコル解析を完了させ、同時にバジュラ群が船団に襲来する。脱出中のアルトたちのもとにはブレラが現れ、記憶を取り戻したランカを連れ去ろうとする。シェリルはギャラクシーがランカを犠牲にしようとしていることを明かし、オズマが駆けつけてブレラと激闘を交えるが、バジュラの攻撃で生じた爆発に巻きこまれ、シェリルもランカをかばって宇宙空間に放り出される。フロンティア軍は、アイランド1に設置されたジャミング装置で動きを封じたバジュラにインプラント弾を撃ち込んで支配し、母星への侵攻を開始する。
S.M.Sはランカの歌によるバジュラとのコミュニケーションに望みをかけ、市民の犠牲と銀河支配の野望を阻止すべくマクロス・クォーター単独でバジュラの母星へとフォールドする。そのころフロンティアでは三島と大統領たちがブレラに殺害され、ギャラクシー船団幹部がバトル・フロンティアを奪って女王バジュラの巣に突入する。ランカは出撃前のアルトに自分の思いを告白し、あえて答えを聞かず決戦に臨む。アルトはフォールドクォーツを搭載した対バジュラ決戦用試作機「YF-29 デュランダル」で、ランカの歌を届けるために出撃する。マクロス・クォーターは歌を妨害するコントロールウェーブを断つべく、大気圏に突入してアイランド1を目指す。イヤリングを通じてバジュラの痛みと悲しみを感じ取ったアルトはインプラント弾の存在に気づくが、攻撃を受け意識を失う。
シェリルとオズマは、バジュラの幼生であるアイ君の力によって救われ、アイランド1に生還していた。そこへ満身創痍のグレイスが現れる。インプラントから解放され、ステージの準備を整えていたグレイスは、奪われていたイヤリングをシェリルに託す。シェリルは残された力を振りしぼって熱唱し、その歌はアルトとランカにも届く。アルトは、かつて自分の舞を見てあこがれ、いつか歌で銀河を震わせてみせると叫んだ少女がシェリルであったことに気づく。S.M.Sと新統合軍の連合艦隊が援軍として現れ、アルトの報告でバジュラもインプラント弾から解放されてゆくが、ギャラクシー船団幹部は女王バジュラをバトル・フロンティアと融合させ、外部からの干渉を封じて敵の一掃をもくろむ。アルトはふたりの歌を届けるべく飛び、行く手を阻むブレラとの戦いのなかで、バジュラと同様にブレラもインプラントで心を支配されていると感じ取る。バジュラたちは身を挺して危機にさらされたアイランド1を守り、「アイモ」を歌う。アルトはバジュラの気持ちになることで、ふたりの歌とともに金色の光をまとって舞い、銀河を震わせる。その舞により心に目覚めたブレラはみずからインプラントの呪縛を破り、ギャラクシー船団幹部を倒して爆炎に消える。アルトたちの心がバジュラに届いたとき、敵の混乱を好機と見た連合艦隊の一斉砲撃が迫り、アルトはランカの告白に対する答えと、シェリルへの思いを伝え、フォールドするバジュラとともにいずこかへと旅立つ。
1か月後、フロンティア市民はバジュラより譲り受けた母星への入植作業を行なう日々を過ごしている。生命を賭して歌ったシェリルは静かに眠りつづけ、ランカはいつの日かアルトが帰還し、シェリルを目覚めさせると信じて歌を捧げる。

### キャスト（サヨナラノツバサ）
| - 早乙女アルト - 中村悠一 - シェリル・ノーム - 遠藤綾 - ランカ・リー - 中島愛 - グレイス・オコナー - 井上喜久子 - ジェフリー・ワイルダー - 大川透 - オズマ・リー - 小西克幸 - ブレラ・スターン - 保志総一朗 - レオン・三島 - 杉田智和 - ミハエル・ブラン - 神谷浩史 - クラン・クラン - 豊口めぐみ - ルカ・アンジェローニ - 福山潤 - ハワード・グラス - 西村知道 - キャサリン・グラス - 小林沙苗 - ボビー・マルゴ - 三宅健太 - カナリア・ベルシュタイン - 桑島法子 - モニカ・ラング - 田中理恵 - ミーナ・ローシャン - 平野綾 - ラム・ホア - 福原香織 | - 老人 - 麻生智久 - 中年 - 稲田徹 - 青年 - 金野潤 - 早乙女矢三郎 - 野島裕史 - イサム - 山崎たくみ - アイ君 - 佐々木日菜子 - 女性オペレーター - 足立友 ほか |

### スタッフ（サヨナラノツバサ）
- 原作 - 河森正治 / スタジオぬえ[55]
- 監督・バルキリーデザイン - 河森正治[55]
- 副監督 - 佐藤英一[55]
- プリプロダクション協力 - 菊地康仁
- 脚本 - 吉野弘幸、河森正治[55]
- キャラクターデザイン - 江端里沙、高橋裕一[55]
- メカニックデザイン - 石垣純哉、高倉武史[55]
- コンセプチュアルデザイン - 宮武一貴
- 美術設定 - 平澤晃弘、BRUNET STANISLAS
- スペック設定 - 千葉昌宏
- メカニカルアート - 天神英貴[55]
- CGIシニアディレクター - 八木下浩史[55]
- 総作画監督 - 丸藤広貴、江端里沙、村田峻冶、高岡じゅんいち、篠原健二
- 作画監督 - 高橋裕一、小峰正頼、川島尚、入江篤、Seo Kyung Rock、大塚八愛
- 絵コンテ - 河森正治、三浦和也、後藤圭二、竹内敦志、阿保孝雄、大川原保豪、山本裕介、平田智浩、佐藤英一
- 美術監督 - 吉原俊一郎[55]
- 色彩設計 - 中山久美子[55]
- 撮影監督 - 植田真樹、笹倉逸郎
- 音楽 - 菅野よう子[55]
- 音響監督 - 三間雅文[55]
- アニメーション制作 - サテライト[55]
- 製作 - ビックウエスト、劇場版マクロスF製作委員会[55]

### 使用曲（サヨナラノツバサ）
※は劇場版用の新曲。ほかはテレビ版からの流用、またはアレンジバージョン。

#### エンディングテーマ（サヨナラノツバサ）
「ホシキラ」※
作詞 - Gabriela Robin / 作曲・編曲 - 菅野よう子 / 歌 - ランカ・リー＝中島愛
「dシュディスタb」※
作詞 - hàl / 作曲・編曲 - 菅野よう子 / 歌 - シェリル・ノーム starring May'n、ランカ・リー＝中島愛

#### 挿入歌（サヨナラノツバサ）
「禁断のエリクシア」※
作詞 - Gabriela Robin / 作曲・編曲 - 菅野よう子 / 歌 - シェリル・ノーム starring May'n
「ギラギラサマー(^ω^)ノ」
作詞 - Gabriela Robin、富永恵介 / 作曲・編曲 - 菅野よう子 / 歌 - シェリル・ノーム starring May'n
「島アイモ」
作詞 - Gabriela Robin / 作曲・編曲 - 菅野よう子 / 歌 - ランカ・リー＝中島愛
「虹いろ・クマクマ」※
作詞 - Gabriela Robin / 作曲・編曲 - 菅野よう子 / 歌 - ランカ・リー＝中島愛
「恋はドッグファイト（First LIVE atアトランティスドーム）」※
作詞 - 黒河影次 / 作曲・編曲 - 菅野よう子 / 歌 - ランカ・リー＝中島愛
「ダイアモンド クレバス」
作詞 - hàl / 作曲・編曲 - 菅野よう子 / 歌 - シェリル・ノーム starring May'n
「星間飛行（LIVE in アルカトラズ）」
作詞 - 松本隆 / 作曲・編曲 - 菅野よう子 / 歌 - ランカ・リー＝中島愛、シェリル・ノーム starring May'n
「Get it on〜光速クライmax」※
作詞 - Gabriela Robin、Tim Jenson / 作曲・編曲 - 菅野よう子 / 歌 - シェリル・ノーム starring May'n、ランカ・リー＝中島愛
「放課後オーバーフロウ」※
作詞 - Gabriela Robin/ 作曲・編曲 - 菅野よう子 / 歌 - ランカ・リー＝中島愛
「娘々Final Attack フロンティア グレイテスト☆ヒッツ！」※
歌 - シェリル・ノーム starring May'n、ランカ・リー＝中島愛
「サヨナラノツバサ〜the end of triangle」※
作詞 - Gabriela Robin、河森正治 / 作曲・編曲 - 菅野よう子 / 歌 - シェリル・ノーム starring May'n、ランカ・リー＝中島愛

### 制作（サヨナラノツバサ）
監督の河森正治は、かつてブロードウェイのミュージカルを観てショックを受けた経験から、本作においては「もう一度エンターテインメント性をさらに突き詰める」ことをテーマのひとつとしている。本作は映画の構造としてはやってはならないような量の要素が組み込まれているが、河森は途中から開き直って、「要素の多さをどう逆手に取るか」という発想に至った。「2時間弱の中に詰め込めるだけ歌を詰め込み、それでも作品として成立しうるかが、トライしたところですね」と語っている。
本作を「完結編」と銘打った理由について河森は、「うかつに『後編』とすると、決着をさらに先延ばしにする誘惑にかられそうになるからです」といい、自分たちへの「戒め」のためだとしている。「完結とはいっても自分の中ではエンターテイメント性と革新性や、歌、戦争、三角関係などの二重らせん、三重らせんを完全に結び合わせるという意味での、『完』『結』ととらえているので、すべてが終わるわけじゃないんです。通過地点としての完結編です」とも述べている。
サブタイトルは前編のスタイルを踏襲したうえで「サヨナラノツバサ」が最初に決まり、それに合わせた「恋離飛翼」は、まず脚本の吉野弘幸により男女の仲睦まじいさまをあらわす中国の故事「比翼連理」が提案され、そこから「マクロス」のイメージに合わせて文字を変更し、さらに『F』の方向性が「恋」にあることから言葉の順序を逆転させた。
制作体制は前編と同じになる予定であったが、前編の演出を担当した菊地康仁と制作会社のエイトビットが次の仕事に入ることになり、プロデューサーの橋本太知が新たに参加し、副監督として佐藤英一が起用された。両者とも『マクロスF』には途中参加であったことから、客観的な立場で必要な要素を整理でき、ルーティン化されていた「マクロス」らしさを見直すきっかけとなったと語っている。河森も『マクロスF』をまったく知らない人の視点を知りたいと思い、橋本や佐藤にはあえて同作品に詳しくないままでシナリオ会議に参加してもらったと明かしている。
シナリオの遅れと『娘クリ Nyan×2 Music Clip』制作によって『サヨナラノツバサ』の制作期間が圧迫された結果、絵コンテ9人、演出9人、総作画監督5人、作画監督6人による分業となり、実際の歌手がライブでメイクを変えるように、歌を入れることで演出や作画の変化もアクセントになるように工夫した。
本作のCGスタッフは『マクロス ゼロ』に携わり、同作の特技監督である板野一郎から指導を受けたメンバーがディレクター陣として再結集しており、テレビ版『F』からのスタッフを加えた「二世代構造」で挑み、さらに外注のCGスタジオを含めて20人ほどが新たに参加している。シェリルのライブシーンは『ヱヴァンゲリヲン新劇場版』のカラー、後半の戦闘シーンにおける宇宙パートは、もとゴンゾで板野の監督作『ブラスレイター』を手がけたグラフィニカのスタッフが制作した。クライマックスとなる大気圏内の戦闘シーンにはunknownCASEが携わり、『ゼロ』を超えたいという河森の要望に挑戦した。

### 公開・反響（サヨナラノツバサ）
前編同様、全国38スクリーンの小規模公開ながら、2011年2月26、27日初日2日間で興業収入約1億1,800万円、動員約8万1,800人を記録。映画観客動員ランキング（興行通信社調べ）では初登場第4位、1スクリーン当たりの平均興行収入では他を大きく引き離し約310万円を記録した。最終的に興行収入は6億5,000万円に達した。また、ぴあ初日満足度ランキング（「ぴあ映画生活」調べ）では第3位に評価されている。
2011年3月11日に発生した東北地方太平洋沖地震の震災により、東北・関東地方の上映館では一時休館・スケジュールの変更などの影響を受け、関連イベントの一部は中止・延期となった。マクロスF公式サイトでは被災地支援のため「マクロスフロンティア義援金口座」を開設し、制作スタッフからのメッセージ付きイラストを公開した。
第16回アニメーション神戸作品賞・劇場部門
、および2011年のニュータイプアニメアワード作品賞（劇場上映作品）を受賞した。
2018年11月9日からは、『イツワリノウタヒメ』と同じく『マクロスF』10周年記念として、TOHOシネマズ各劇場でMX4D版が公開された。同年11月11日にはTOHOシネマズ新宿で、ランカ役の中島愛が舞台挨拶を行なった。

## 劇場短編マクロスF 〜時の迷宮〜
『劇場短編マクロスF 〜時の迷宮〜』（げきじょうたんぺんマクロスフロンティア ときのめいきゅう）は、2021年10月8日に公開された短編アニメーション映画。『マクロスF』単独作品としては『劇場版 マクロスF 恋離飛翼 〜サヨナラノツバサ〜』以来10年ぶりの新作となる。キャッチコピーは「この声、聴こえてますか」。同時上映は、2016年放映のテレビアニメ『マクロスΔ』の劇場版第2作『劇場版マクロスΔ 絶対LIVE!!!!!!』。
『サヨナラノツバサ』から数年後の世界を舞台とし、ランカ・リーたちが訪れた古代遺跡での出来事を描いている。

### ストーリー（時の迷宮）
西暦2059年、人類と宇宙生命体バジュラの戦いが起こり、その果てに、ランカ・リーが思いを寄せた早乙女アルトはバジュラとともに姿を消し、一緒に歌ったシェリル・ノームは生命を燃やしつくして長い眠りについた。
それから数年後、トップアイドルとなりライブツアー「From Me, To You」で歌っていたランカは、突如フォールド反応に襲われ、護衛のS.M.Sメンバーらとともに古代の星間文明プロトカルチャーの末裔が残したという「魂の井戸」と呼ばれる遺跡に向かう。ライブでの歌に反応した遺跡が動きだし、アルトの呼び声を感じ取ったランカはそのなかへ飛び込んでゆく。
記憶に反応して出現したプロジェクションのなかでランカは、アルトが戻ってきてシェリルを目覚めさせることを願いながら、懸命に歌う。その歌は眠りつづけるシェリルの潜在意識にも届き、現れたシェリルのプロジェクションと合わさったふたりの歌が遺跡のフォールド波を増大させ、やがて遺跡から一筋の光がアルトのいる方向へと伸びてゆく。歌いきったランカは空に手を伸ばし「もう絶対逃がさない」とつぶやく。

### キャスト（時の迷宮）
- ランカ・リー - 中島愛
- オズマ・リー - 小西克幸
- ミハエル・ブラン - 神谷浩史
- ルカ・アンジェローニ - 福山潤
- シェリル・ノーム - 遠藤綾
- クラン・クラン - 豊口めぐみ
- 松浦ナナセ - 桑島法子
- 早乙女アルト - 中村悠一

ほか

### スタッフ（時の迷宮）
- 原作 - 河森正治・スタジオぬえ
- 監督・脚本・絵コンテ・バルキリーデザイン - 河森正治
- 音楽 - 菅野よう子
- 演出 - 杉本研太郎
- キャラクターデザイン - 江端里沙、高橋裕一
- 総作画監督 - 丸藤広貴、江端里沙
- 作画監督 - 小峰正頼、上田幸一郎
- 美術設定 - 稲田航
- 色彩設計 / 色指定・仕上げ検査 - 長谷川美穂（緋和）
- 撮影監督 - 植田真樹
- 背景 - 古宮陽子、ニエム・ヴィンセント
- 編集 - 坪根健太郎（REAL-T）、松本秀治
- CGディレクター - 原田丈、後藤浩幸
- 音楽制作 - フライングドッグ
- 音響監督 - 三間雅文
- 配給 - ビックウエスト
- アニメーション制作 - サテライト
- 製作 - ビックウエスト、劇場短編マクロスF製作委員会

### 使用曲（時の迷宮）
※は本作のための新曲。

#### エンディングテーマ（時の迷宮）
「Innocent green」
作曲・編曲 - 菅野よう子

#### 主題歌（時の迷宮）
「時の迷宮」※
作詞 - 菅野よう子、児玉雨子 / 作曲・編曲 - 菅野よう子 / 歌 - ランカ・リー＝中島愛、シェリル・ノーム starring May'n

#### 挿入歌（時の迷宮）
「ホシキラ」
作詞 - Gabriela Robin / 作曲・編曲 - 菅野よう子 / 歌 - ランカ・リー＝中島愛

### 制作（時の迷宮）
監督・脚本・絵コンテを務める河森正治は、2018年に公開された『マクロスΔ』の劇場版第1作『劇場版マクロスΔ 激情のワルキューレ』の続きを制作できたらという話をしていたところ、「『マクロスF』と同時上映という形式ならいけるんじゃないかという声が出てきた」という経緯で『時の迷宮』と『絶対LIVE!!!!!!』の同時上映が実現したといい、両者はほぼ並行制作だったと語っている。「アルトが見つかったらシェリルが目覚めるのではないか」というランカの思いから映像を作れないかと考えたのが始まりで、最初から短編を予定していた。
河森は魂について「基本的には潜在意識」と捉えており、眠っているシェリルの前で歌っても絵にならないため、「プロトカルチャーの遺跡で歌っていると、潜在意識に反応して、いろんなものがプロジェクションされる」というイメージと神殿をかけあわせた設定とし、「潜在意識の世界では、みんなが繋がっているのではないか？」という仮説をもとに、シェリルの潜在意識にランカが呼びかけるという筋書きとなった。
主題歌「時の迷宮」を手がけた菅野よう子は、話を受けた時点でタイトルや神殿の設定は決まっていたといい、短編ということでミュージカルにしようと考えた。

### 予告・公開（時の迷宮）
2021年2月6日、オンライン番組『#エアマクロスF ライブ 2021』で製作情報が発表された。この日は10年ぶりの単独ライブ「マクロスF ギャラクシーライブ 2021～まだまだふたりはこれから！私たちの歌を聴け!!～」（東京・国立代々木競技場第一体育館）の2日目が予定されおり、本来であればそのステージで発表されるはずだったが、新型コロナウイルス感染症の流行拡大のためライブは11月に延期となった。

### 反響・評価（時の迷宮）
興行通信社が発表した10月9日・10日の全国映画動員ランキングでは、同時上映の『絶対LIVE!!!!!!』の順位として初登場第6位。興行収入は「Box Office Mojo」の調べによれば『絶対LIVE!!!!!!』のものとして約1.7億円。
主題歌「時の迷宮」は、シングルがmora週間ハイレゾベスト10で第1位、オリコンチャートで第4位を記録した。2021年12月17日開催の「令和3年アニソン大賞」では編曲賞にノミネートされ、同年12月30日発表の「アニメ映画ソング神曲ランキング2021」では第14位となった。

## 登場人物
早乙女アルト（さおとめ アルト）
声 - 中村悠一
主人公。マクロス・フロンティア船団にある美星学園高等部航宙科2年生の少年。歌舞伎役者の家に生まれ天才子役と呼ばれながらも舞台を去り、空にあこがれてパイロットを志す。バジュラ襲撃による混乱のなか、乗り捨てられたVF-25Fに搭乗したことがきっかけで、S.M.Sスカル小隊のパイロットとなる。コールサインはスカル4。
シェリル・ノーム
声 - 遠藤綾 / 歌 - May'n
「銀河の妖精」と呼ばれるマクロス・ギャラクシー船団出身のトップシンガー。ライブツアーでフロンティアを訪れ、アルトやランカと出会う。
ランカ・リー
声 - 中島愛
フロンティアの聖マリア学園に通う高校生。シェリルにあこがれ、歌手を志す。中華飯店の「娘々（ニャンニャン）」でアルバイト中。デビュー後は下積みを重ね、やがて「超時空シンデレラ」と呼ばれる人気アイドルとなる。
ミハエル・ブラン
声 - 神谷浩史
アルトの同級生。愛称はミシェル。スカル小隊所属のパイロットでもあり、狙撃用に調整された青いVF-25Gに搭乗する。コールサインはスカル2。
ルカ・アンジェローニ
声 - 福山潤
アルトの後輩。ミハエルと同じくスカル小隊のパイロットであり、電子戦用に調整された緑色のRVF-25に搭乗する。コールサインはスカル3。総合機械メーカーL.A.I技研の御曹司でもある。
オズマ・リー
声 - 小西克幸
ランカの義兄でスカル小隊の隊長。グレーに黄と黒のラインが特徴の指揮官機VF-25Sに搭乗する。コールサインはスカル1。
クラン・クラン
声 - 豊口めぐみ
ミハエルの幼なじみで、美星学園ではアルトたちの先輩であるゼントラーディ人。S.M.Sピクシー小隊の隊長で、真紅のクァドラン・レアに搭乗する。マイクローン（地球人サイズ）化すると幼い姿になる。
グレイス・オコナー
声 - 井上喜久子
シェリルのマネージャー。正体はギャラクシー軍のエージェントで、本名はグレイス・ゴドゥヌワ。
ブレラ・スターン
声 - 保志総一朗
シェリルの護衛を務める男。サイボーグ専用機VF-27γ ルシファーのパイロット。コールサインはアンタレス1。
ボビー・マルゴ
声 - 三宅健太
S.M.Sの母艦マクロス・クォーターの操舵手。男性の身体に女性の心をもつ。
レオン・三島（レオン みしま）
声 - 杉田智和
フロンティア船団の大統領府主席補佐官。ルカの姉ジュリアの婚約者。
キャサリン・グラス
声 - 小林沙苗
新統合軍参謀本部所属の中尉。フロンティア船団大統領ハワード・グラスの一人娘。愛称はキャシー。のちにマクロス・クォーターの航空管制担当オペレーターとなる。
カナリア・ベルシュタイン
声 - 桑島法子
S.M.S所属の衛生兵兼パイロット。重可変爆撃機VB-6 ケーニッヒモンスターに搭乗する。
ジェフリー・ワイルダー
声 - 大川透
S.M.S母艦マクロス・クォーターの艦長。
モニカ・ラング
声 - 田中理恵
マクロス・クォーターのオペレーターで、策敵を担当。
ミーナ・ローシャン
声 - 平野綾
マクロス・クォーターのオペレーターで、艦内ステータス管理を担当。
ラム・ホア
声 - 福原香織
マクロス・クォーターのオペレーターで、火器管制を担当。
エルモ・クリダニク
声 - 大川透
芸能プロダクション「ベクター・プロモーション」の社長。ランカをスカウトし、プロデュースを担当する。

## 登場メカ
各メカの詳細な解説については、テレビ版の記事と下記のリンク先を参照。登場人物と同じく、ここでは簡潔な解説とともに劇場版での動向と変更点を記述する。
VF-25 メサイア
フロンティア船団の最新鋭可変戦闘機（ヴァリアブル・ファイター）。新統合正規軍に先駆けS.M.Sに試験配備されている。テレビ版と共通の追加装備に加え、新設定の大気圏内外両用スーパーパーツ「トルネードパック」が登場する。『イツワリノウタヒメ』ではアルトが搭乗するVF-25Fが装備し、『サヨナラノツバサ』ではミハエルが搭乗するVF-25Gも装備する。ルカが搭乗するRVF-25は『サヨナラノツバサ』において、フォールドネットワークに対するジャミング装置が搭載される。
型式番号のみで呼ばれるテレビ版と違い、最初から愛称（ペットネーム）の「メサイア」と呼ばれる。『イツワリノウタヒメ』ではCGのほか、ハウンドバジュラからランカを救出するシーンで手書きのアニメが使われている。
マクロス・クォーター
S.M.Sの母艦である可変ステルス宇宙戦闘機動空母。従来マクロス級の約4分の1（全長400m程度）のサイズだが、そのぶん強攻型（人型形態）での機動性や運動性に優れる。テレビ版から全体的にデザインが見直されており、灰色と白で統一されミリタリー色を強めた配色となっている。テレビ版において、強攻型における胸部に2門、左右両肩部に4門、脚部に2門の計8門が装備されている副砲のビーム砲塔は、劇場版においては「クォーターキャノン」と呼ばれる4砲身型の重量子砲に変更されている。要塞艦型におけるメイン武装であり、エネルギー充填に時間がかかるものの、バジュラ空母の装甲を貫通する威力をもつ。『サヨナラノツバサ』では、対バジュラ用に艦橋部が改修され、両側面に備えられたアンテナの形状などが変更されている。
『サヨナラノツバサ』後半においては、バジュラの大群を最大戦速を維持したまま突破し大気圏突入を行なうべく「フォーメーション・ビッグ・ウェンズデー」を実行する。艦の破片を盾として大気圏に突入し、さらにその破片をサーフボードに見立ててサーフィンのような動きで雲の上を滑りながら砲撃をかわしつつ目標地点であるアイランド1に向かい、ジェフリー・ワイルダー艦長みずからが艦長席に設けられた舵輪で操艦して着艦を果たす。命名の由来はサーフィンを題材にした1978年のアメリカ映画『ビッグ・ウェンズデー』。このアイディアは『超時空要塞マクロス』でSDF-1 マクロスの技として設定されていながら、当時の作画能力の問題で没案となった「プレートテクトニクス返し」をベースとしている。巨大ロボットが空中でサーフィンをするというのは、以前に河森が主役メカデザインを担当した『交響詩篇エウレカセブン』で描かれているが、河森はこのアイディアを用いるにあたって同作品の制作会社ボンズに了解を取ったと語っている。
テレビ版に登場するのはフロンティア船団所属の艦1隻のみだが、『サヨナラノツバサ』で、バジュラ本星の決戦に駆けつけるS.M.Sと新統合軍の連合艦隊のなかには同型艦が複数含まれる。このうち、艦体に記されたナンバーから迷彩柄の艦がマクロス17所属、青と白の艦がマクロス23所属とされる。ほかに、画面上には赤、緑、灰色の同型艦が描かれている。
VB-6 ケーニッヒモンスター
デストロイド・モンスターの流れを汲む可変爆撃機（ヴァリアブル・ボマー）。S.M.Sのカナリアが搭乗する。テレビ版ではノーズアートにランカが描かれているが、『イツワリノウタヒメ』ではシェリルが、『サヨナラノツバサ』では両面にシェリルとランカがそれぞれ描かれている。カナリア機の色は黄土色だが、『サヨナラノツバサ』では連合艦隊所属の白い機体が登場する。
クァドラン・レア
S.M.Sのピクシー小隊で運用されているゼントラーディ（巨人兵）用のバトルスーツ。隊長のクラン機は赤く塗装されている。
NMCV-025 マクロス・フロンティア船団
地球発の超長距離移民船団のひとつで、銀河中心部を目指して航行している。
VF-171 ナイトメアプラス
新統合軍で制式採用されている可変戦闘機。『イツワリノウタヒメ』ではバジュラに対して苦戦を強いられるが、『サヨナラノツバサ』では改良型のVF-171EXやインプラント弾などの対バジュラ用の装備が開発される。
グァンタナモ級宇宙空母、ウラガ級護衛宇宙空母、ノーザンプトン級ステルスフリゲート、ステルスクルーザー宇宙巡洋艦
新統合軍で運用される戦闘艦。マクロス・フロンティア船団の護衛艦隊を構成する。『サヨナラノツバサ』においては、S.M.Sのマクロス・クォーター級とともに援軍の連合艦隊を構成する艦としても登場する。グァンタナモ級は最後の一斉砲撃に加わる。
ゴースト
新統合軍で幅広く運用されている無人戦闘機。バジュラによる電磁バーストによりフロンティア船団のゴースト（AIF-7S型）は通用しなくなる。ルカのRVF-25は電磁バースト対策を施したゴースト（QF-4000型）を随伴させている。ギャラクシー船団ではより高性能の赤いゴースト（AIF-9V型）を使用しており、バジュラ母星での決戦ではブレラのVF-27γSPが3機を随伴させる。
デストロイド
フロンティア船団で幅広く運用されている非変形の二足歩行ロボット。作業用のワークスおよび戦闘用のシャイアンIIが登場する。
小説版では連合艦隊所属のモンスターが登場する。
BATTLE-25/MF25-01 バトル・フロンティア
アイランド1先端部に連結されるバトル級可変ステルス攻撃宇宙空母。テレビ版にはなかった強攻型での主砲（メガ・マクロス・キャノン）発射シーンが描かれる。『サヨナラノツバサ』の終盤ではギャラクシー船団幹部に乗っ取られ、女王バジュラと融合させられる。
NMCV-021 マクロス・ギャラクシー船団
惑星エデン発の超長距離移民船団のひとつ。高度なサイバネティックス技術を持ち、住民の大半がインプラント（人工器官）による身体の電脳化を行なっている。フロンティア船団の近隣宙域を航行中、バジュラの襲撃を受けて壊滅し、難民と幹部がフロンティア船団へ避難する。幹部たちは難民に偽装した工作員を使ってフロンティア船団の制圧を図るものの、最初の作戦は三島に阻止され、工作員の大半を失う。
VF-27 ルシファー
ギャラクシー船団の最新鋭可変戦闘機。VF-25とは原型機を同じくする姉妹機だが、強靭な肉体を持つサイボーグ兵をパイロットに限定したことで、より高性能となっている。『サヨナラノツバサ』ではオプションの「スーパーパック」を装備しさらなる戦闘力の向上を実現したVF-27γSPとして登場。
オオサンショウウオ君
ランカが使用する携帯電話。緑色からオレンジ色にカラーリングが変更され、マイクへの変形機能が備わっている。

### 劇場版オリジナル
ジャイロバイク
船団居住区内の移動手段として広く普及している1人乗り用電動二輪車。セグウェイに似た乗り物で、最高速度は時速40 - 50km程度。公道では誘導により安全に走行できる。描写はないが、アイランド1には壁掛けができる駐輪場が各所に設けられている。
ケー鯛（携鯛）
シェリルが使用する鯛焼き型携帯電話。着信音とともに飛び跳ね、目の部分がカメラになっている。コンサート会場ではさまざまな配色のケー鯛が販売されている。シェリルの歌パートを担当するMay'nの好物が鯛焼きであることからデザインされた。
ギャラクシー難民船
バジュラの襲撃から逃れてきたギャラクシー船団の双胴艦。10隻のうち、3隻がバジュラに撃沈される。護衛艦としてカイトス、ダルフィムが随伴している。
YF-25 プロフェシー
オレンジ色の機体色が特徴の、VF-25の試作機。『イツワリノウタヒメ』の劇場公開版では未登場だが、Blu-ray/DVD版では「ダイナム超合金」の追加カットで模型が登場する。『サヨナラノツバサ』ではマクロス・クォーター内の格納庫に駐機している。
中型ボドルザー級要塞
約半世紀前にバジュラの襲撃を受け、その巣となっているゼントラーディ軍の機動要塞。
小説版ではコペル基幹艦隊旗艦「フルブス・アンファレス」とされている。
VF-1 バルキリー
赤地に黄・黒のストライプ塗装の機体。『サヨナラノツバサ』で、ランカのアトランティスドームライブの舞台装置として使用される。
小説版『イツワリノウタヒメ』ではナナセの提案でアルトとランカがスーパーパックを装備した深紅のVF-1X++ ダブルプラスに乗り、ルカがVE-1 エリントシーカーに乗ってプロモーションビデオの撮影をする。
YF-29 デュランダル
『サヨナラノツバサ』より登場。対バジュラ用の決戦兵器として完成したVF-25の姉妹機でトルネードパックの機能を標準で搭載する高性能機。4発式のメインエンジンと前進翼が特徴。
インプラント弾
バジュラを人類の手で支配すべく開発された新型ミサイル。バジュラに命中すると弾頭が身体に突き刺さって残る。その内部にはアイランド1に設けられたフォールド・ウェーブコントロールシステムから発せられるジャミング波の受信装置が内蔵されており、これを介してバジュラを操作することが可能となる。コントロールされている個体は体色が黄緑色に変化する。
VF-19
『サヨナラノツバサ』でイサム・ダイソンが搭乗する機体。2050年代後半の技術が用いられており、VF-25用のスーパーパックを装備している。のちに『週刊 マクロス・クロニクル 新訂版』において「VF-19EF/A」とされ、開発の経緯などが公開された。
小説版では、「VF-19ADVANCE」（通称「イサムスペシャル」）と名づけられている。

## バジュラ
フロンティア船団を襲う宇宙生物。
バジュラ（小） / 機動兵隊バジュラ
長い尾をもつ小型のバジュラ。個体数は最多。
バジュラ（大） / 重兵隊バジュラ
赤いバジュラ。頭部に長いビーム発射器官を持ち、フルチャージで発射すると巡洋艦を一撃で沈めるほどの威力を持つ。
幼生
卵から孵化して間もない姿。ランカになつく「アイ君」は宇宙空間でバリアを張り、のちに背中から翅を生やす。
バジュラ空母
ナイト級とも呼ばれるバジュラの空母。口のような部位から強力なビームを発射する。
バジュラ要塞
ビショップ級と呼ばれるバジュラの機動要塞。内部に準女王が潜んでいる。
バジュラ準女王
まだ若いクイーン候補。この段階でも、産卵を行なうことが可能。
バジュラクイーン（女王バジュラ）
すべてのバジュラを統率するバジュラの女王。本作では、ギャラクシー船団幹部の手でバトル・フロンティアと融合させられ、「クイーン・フロンティア」と呼ばれる存在となる。主砲マクロス・キャノンを発射でき、単独でフォールドを行なうことも可能。

### 劇場版から登場するバジュラ
劇場版で追加されたのは以下のタイプ。
ハウンドバジュラ / 重機動兵隊バジュラ
オス由来の特殊な遺伝子を持つ濃緑色のカマキリのような外見のバジュラ。全長40 - 50メートル、推定体重30 - 50トン。胸部の琥珀状の部分に捕獲した対象を閉じ込める。バジュラのなかでは数が少ない希少種。デザインは石垣純哉とCGIディレクターの高橋将人。
バジュラ戦艦 / 重戦艦バジュラ
『イツワリノウタヒメ』に登場。紫色の巨大なバジュラ。バジュラ重戦艦とも呼ばれる。フロンティア船団を襲撃するバジュラの大群のなかでも最大級のサイズで、全長3000 - 4500メートル、推定体重20 - 65億トン。バジュラ群の旗艦の役割を果たしている。一個体ではなく、多数の個体で形成された群体である。大出力の3連装生体重量子ビーム砲を主武装としており、防御面においても強固なフォールドバリアを展開でき、バトル・フロンティアのマクロス・キャノンすら防ぐことが可能。デザインはメインバルキリーモデリング担当の池田幸雄。
バジュラ駆逐艦 / 駆逐艦バジュラ
『イツワリノウタヒメ』に登場。バジュラ戦艦に随行し、これを護衛する大型のバジュラ。全長は200 - 300メートル、推定体重は1.5 - 2万トン。武装は、主砲となる生体ビーム砲や多数の小口径ビーム砲、生体マイクロミサイルなど。デザインは池田幸雄。
新型重バジュラ / 超重兵隊バジュラ
『サヨナラノツバサ』に登場。背中に3本のビーム砲塔を持ち、バルキリーの数倍の体長を有する戦闘タイプのなかでは最大のバジュラ。全長100 - 150メートル、推定体重250 - 350トン。

## 制作エピソード

### 幻のシーン
『イツワリノウタヒメ』には本編100分+クラン・クラン主演の短編10分という2本立て構想があり、アニメ誌では「劇場版ではクランが第3のヒロイン」とほのめかされたが、粗編集の段階で本編が150分を超えることが判明し、短編制作は取り止めとなった。本編も120分に収めるため、中盤の戦闘シーンやサブキャラクターの登場シーンがカットされた。
『サヨナラノツバサ』には新キャラクターとして3人目の歌姫を登場させる予定があり、「カナル（ブレラ2）」という仮称でラフデザインも制作されていた。また、シェリルが借金返済のためリゾートビーチで「ギラサマ祭」を開催したり、ランカとシェリルがウェディングドレスでCM撮影をするアイデアもあった。しかし、これらの要素をすべて盛り込むと『サヨナラノツバサ』は6時間くらいの作品になるため、尺の関係でカットされた。

### ファンの作品参加
2010年8月にパシフィコ横浜で開催されたイベント「ギラサマ祭（カーニバル）!!」では、来場者の協力により音声の効果音（がや）を収録した。『サヨナラノツバサ』作中では群集の悲鳴やライブ会場の歓声として使用し、エンドロールに「『歓声コール』収録協力 『2010.8.15 ギラサマ祭』にご参加いただきましたフロンティア市民の皆様」と記している。

### 手塚治虫×マクロスF
手塚プロダクションが『マクロスF』のライセンスグッズを販売している関係から、手塚治虫アニメとのコラボレーションが実現した。『サヨナラノツバサ』作中では、背景のモニターに『鉄腕アトム』『ブラック・ジャック』『ふしぎなメルモ』の映像がうつったり、クレーンゲームの景品としてヒョウタンツギやスパイダーの人形が登場したりする。河森はロボットアニメの始祖であるアトムに敬意を表したと語っている。

### 秘密主義
『サヨナラノツバサ』のシナリオが書かれたのはラストパートの手前までで、それ以降は河森が絵コンテで決定した。脚本担当の吉野弘幸、総作画監督の江端里沙ほか、主要スタッフでもフィルム完成まで結末がどうなるのか知らなかった。
アルトとシェリルの過去の関係は、『イツワリノウタヒメ』のアフレコ時点でシェリル役の遠藤綾のみに伝えられ、ほかの声優陣には知らされなかった。完結編のアフレコでは最終ページが白紙のままの台本が配られ、メインキャスト3名のみ収録寸前にラストシーンの台詞を教えられた。河森は収録当日も微妙に台詞を調整しており、「もし1日違っていたら、違うものになっていたかも知れない」という。
『サヨナラノツバサ』の劇中曲を収めたサウンドトラックのタイトルには「netabare album（ネタバレアルバム）」と記し、発売日の3月9日まで曲名の一部を伏せ、試聴サービスを控える措置を取った。

### キャラクターの出番・生死
『イツワリノウタヒメ』では時間の関係で、テレビ版におけるランカの親友である松浦ナナセが登場せず、ルカの出番も少なくなっている。河森はクランがナナセの役割となったわけではなく、完結編には絶対にナナセを出すと断言しており、『サヨナラノツバサ』ではランカが所属する芸能事務所のスタッフとして登場する。
テレビ版では物語の途中で死亡するミハエルは、「TVシリーズをここで再現しても意味がない」ということで最後まで生存することになった。ルカとオズマは『サヨナラノツバサ』の決定稿前では退場することになっていたが、ルカはアルカトラズのロックを解除する役割として、当初はブレラと戦って死亡する予定だったオズマも、河森がアルトとヒロインを引き離す展開を考えるなかで難航の果てにアイ君の存在に思い当たり、事の顛末の説明ができる人物が必要であることもあって復活させたという。結果、死亡したと思われたキャラクターが生きていたという展開が繰り返されるが、河森はこれも計算ではなく「ライブ感覚」を重視した作り方ゆえであり、あと1か月公開が早ければルカとオズマも当初の予定どおりになっていたかもしれないと述べている。吉野も試写を観て、自分が手がけたシナリオ段階では死亡していたキャラクターが生きていたことに驚いたと語っている。

### ゲストキャラクター
『サヨナラノツバサ』の終盤には、S.M.Sと新統合軍の連合艦隊とともに『マクロスプラス』の主人公であるイサム・ダイソンがVF-19に乗って戦場に駆けつける場面がある。機体のみで顔は出ないが、声は『プラス』と同じく山崎たくみが演じている。河森は「マクロスシリーズ全部入り」を意図したものであり、『マクロス7』の主人公である熱気バサラを出した場合、全部を持っていかれるおそれがあるが、イサムであれば性格上S.M.Sに入っていても似合うと述べている。VF-19を出すことは、アルトが『サヨナラノツバサ』で搭乗するYF-29のデザインが完成する前から決定されていた。三島役の杉田智和によると、山崎の台詞は当初「イヤッホー！」だけだったのを膨らませたようだという。

### エンディング
『サヨナラノツバサ』のエンディングについて河森は、さまざまなパターンを考えて悩んだ結果、初期のアイデアにもっとも近いものになったという。制作スタッフ間での合意形成はなされていた一方で製作委員会からは「きつすぎないか」という意見があったが、三角関係の決着と戦場を描いていることから「何もかもがハッピーエンド」という結末だけは避けたかったといい、また自身は賛否両論のあるほうが好みであり、多様な意見があればそれだけ記憶に残るだろうと思うと述べている。
エンディングに対する観客の反応のうち、三角関係の決着に関してはほぼ河森の予想どおりであったが、アルトの行方に関しては予想外の反応であったという。河森はランカの台詞とエンディングに描かれているカットをよく見ると「ヒントと回答」があると語っているが、それを見逃している者が多いといい、「意地悪いから、わざわざ小さい絵にしている（笑）。気づいた人と気づかない人で反応変わってもいいなと。」とも述べている。
アルトがビーム直撃寸前にバジュラクイーンとともにフォールド（超空間転移）するシーンに関しては、河森はそのシーンだけを見ると明らかにビームの直撃を避けていることがわかるが、一連の勢いのなかで見るとわからなくなると述べ、アルトが宇宙空間にフォールドしても問題ないのかという疑問に対しては、バジュラ幼生のアイ君がバリアで宇宙空間に放り出されたシェリルを救うシーンが伏線になっていると回答している。

### イベントでのエピローグ
2013年7月13日に幕張メッセで開催された「マクロス クロスオーバーライブ30」では、ステージの幕間に「マクロスシリーズ」の歴代キャラクターたちの掛け合いによるボイスドラマが挿入された。ドラマの中では、このライブが劇場版エンディング以降眠り続けているシェリルの夢の中の宴であり、シェリルの願いが叶えられれば皆が現実に帰ることができると明かされる。そして、どこからか届いた無線音声でアルトが「誰か応答してくれ。俺は帰る、必ず」と告げたところでライブは終演となった。

## 宣伝活動

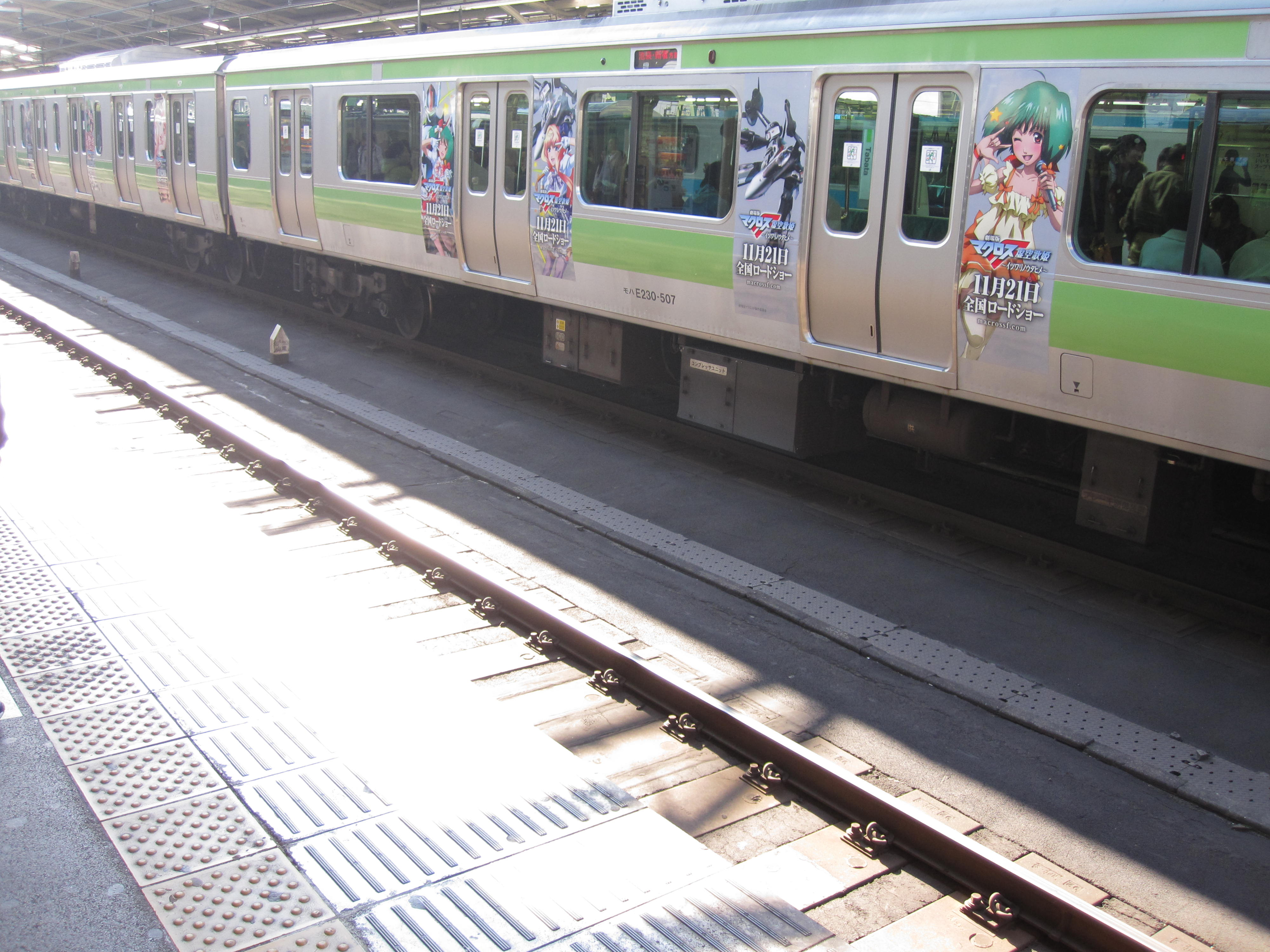
『イツワリノウタヒメ』公開に合わせて運行された山手線のラッピング電車（2009年11月）

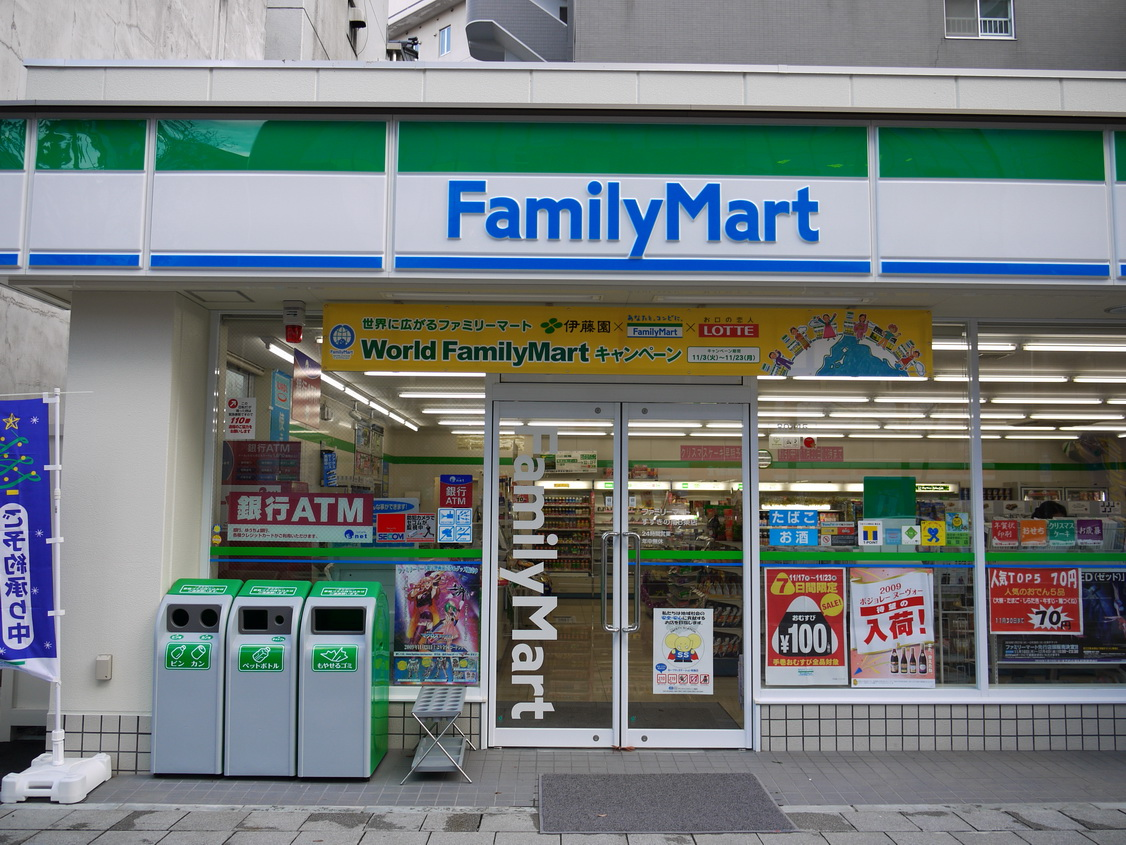
ファミリーマート（2009年11月）

映画公開前後には、マクロス船団の生活を疑似体験する「街中アイランドワン計画」というコンセプトのもと、各企業とタイアップした期間限定の宣伝活動を行なった。
JR東日本
『イツワリノウタヒメ』公開に合わせ、山手線でドアの両側に『マクロスF』のイラストシートを貼ったラッピング電車が2009年11月14日から12月13日にかけて運行された。また、同年11月16日から22日にかけて新宿駅に巨大ポスター、11月18日から24日にかけて池袋駅構内の円柱にアドピラーが掲示された。
『サヨナラノツバサ』公開時にも2011年2月27日から3月26日にかけてラッピング電車が運行された。
ファミリーマート
『イツワリノウタヒメ』作中には2059年に銀河系100万店を達成したファミリーマートの店舗が登場し、ランカが歌うCMソング「ファミリーマート・コスモス」が店内で流れる。2009年11月24日から12月14日にかけて、現実の店舗でもこの曲が流れたほか、中華料理店「娘娘」のメニューをイメージした食品を期間限定で販売した。コラボレーションに用いられたランカの衣装は中島愛の原案をもとに江端里沙がデザインした。
『サヨナラノツバサ』公開時期にも2011年2月28日から「超時空飯店娘娘杏仁ピーチ」が全国の店舗で販売された。
バンダイ
ファミリーマートの100万店記念キャンペーンに協力しているという設定で、同社製プラモデル「1/72 YF-25プロフェシー」とファミリーマートカラーのアクションフィギュア「VF-100's VF-25Fm メサイアバルキリー」がファミマ.comから限定販売された。
TSUTAYA
2011年1月26日より『イツワリノウタヒメ』のレンタルDVDの独占先行レンタルを行い、各店舗にマクロスコーナーを設営。店内放送WAVE-C3で特別番組を放送した。
池袋ジャック
『サヨナラノツバサ』では、池袋界隈のサンシャイン60展望台、ナムコ・ナンジャタウン、シネマサンシャイン池袋、アニメ関連店と提携してスタンプラリーを実施した。サンシャイン60展望台では『マクロスF』展を開催し、公開日にファン600人を招待して「超時空☆魂込式」を行なった。
ナムコ
2011年2月4日から4月10日にかけて、全国のアミューズメント施設で『サヨナラノツバサ』キャンペーンが開催され、『マクロスF』とコラボレーションしたやおきんのスナック菓子「うまい棒」がクレーンゲームの景品となり、グッズ販売も行なわれた。
ナムコ・ナンジャタウンでは「マクロスF in ナムコ・ナンジャタウン」が開催され、「マクロスFデザート&フード」の提供やグッズ販売が実施され、アトラクションも設けられた。フォトスポットは『サヨナラノツバサ』の劇中でアルトとランカがかき氷を食べる「娘（）ジャタウン」を再現した。
丸井
『サヨナラノツバサ』では新宿マルイワン1階で「マクロスF 新宿マルイワン 〜オシャレマクロス〜」と題した特設店を設営。店内ショップと提携し、映画をイメージした衣料品や菓子を販売した。

ロッテリア
2011年2月17日から3月31日にかけて「『劇場版マクロスF 〜サヨナラノツバサ〜』×LBOX」が数量限定で販売され、シェリルもしくはランカの描き下ろしイラスト入りクリアファイル、第2弾ではカードとクリアポスターが添付された。
ピザハット
2011年1月31日から3月6日にかけてLサイズのピザが数量限定のオリジナルピザボックスで届けられ、グッズが当たるキャンペーンや壁紙、待受のプレゼントも実施された。
ハワイアンホースト・ジャパン
『サヨナラノツバサ』のイラストが描かれたマカデミアナッツチョコレートの日本限定パッケージが販売された。
メイドカフェ
2011年2月25日から3月13日にかけて「キュアメイドカフェ」「Wonder cafe」「男装カフェ&Bar QUEEN DOLCE」の3店舗で「マクロスFカフェ」が開催された。

## 評価

### 受賞
- 第14回文化庁メディア芸術祭アニメーション部門審査員推薦作品 - 劇場版マクロスF〜イツワリノウタヒメ〜[44]
- 第16回アニメーション神戸賞作品賞・劇場部門 - 劇場版マクロスF〜サヨナラノツバサ〜[68][149]
- ニュータイプアニメアワード2011アニメ映画作品部門 - 劇場版マクロスF〜サヨナラノツバサ〜[70]
- 平成アニソン大賞 - 映画主題歌賞（2000年 - 2010年） 『ライオン』（May'n/中島愛）[150]

### 人気投票
2019年にNHK BSプレミアムで放送された『発表！全マクロス大投票』では、アニメ作品部門で『サヨナラノツバサ』が第4位、『イツワリノウタヒメ』が第12位、キャラクター部門（作品別）で『サヨナラノツバサ』のシェリルが第4位、メカ部門で『サヨナラノツバサ』のYF-29が第3位、歌部門（作品別）で『サヨナラノツバサ』の「サヨナラノツバサ 〜the end of triangle」が第5位という結果となった。

### 論評
『マクロスF』の映像ソフト付属ブックレットや劇場版パンフレットの記事執筆などに携わっているアニメ評論家の氷川竜介は、『マクロスF』が過去のシリーズ作品における要素を盛り込みつつ「未知なる最先端」に挑戦してきたことを踏まえ、『イツワリノウタヒメ』について「TVシリーズの初期話数をベースに受けいれられた魅力を継承しつつ、初見の観客に『こういう作品だ』ということを伝えながらも、いたるところにパワーアップをほどこすことで、劇場版ならではの独特の魅力を宿すことに成功していると思います」と述べた。『サヨナラノツバサ』については、「歌と戦闘のグルーブ感が恋愛の三角関係に絡みついて感動へと昇華する」というこれまでのシリーズにおける作法の「決定版」であり、劇場版で新たに加えられた要素に関しても「こうした『あの手この手』の新しさと楽しさが有機的に結びつき、大きな『うねり』となってクライマックスに到達し、未踏のエンディグへと導いていく」としつつ、「フロンティア」という言葉が「これまで到達できた地点ありきで、もう一歩先へと限界に踏み出した最前線」という意味であり、本作の鑑賞後にテレビシリーズを追体験したいとも感じたことから「その意味において、まさに『フロンティア』な作品であり、正しく『マクロス全部入り』としてのピリオドを打った完結編なのだ」と評価している。
朝日新聞社の小原篤は、『サヨナラノツバサ』におけるシェリルとランカのステージ描写について「会場を埋め尽くす光の洪水とCG七変化とヒロイン2人の笑顔とノリノリの楽曲が、圧倒的な物量をもって客席に迫り、有無を言わさぬ幸福感で満たしてくれます」と述べ、「おかげで戦闘シーンがやや押され気味」としつつも、クライマックスの戦闘と歌は「ストーリーに野暮なツッコミを入れるスキなど与えない物量作戦で、テレビシリーズからここまで引っ張りに引っ張ってきたフィナーレを鮮やかに飾りました」と、「美少女と歌と物量」という観点から、日本で近い時期に公開が控えていたアニメーション映画『塔の上のラプンツェル』と並べて評した。

## テレビ放送
2012年11月25日、アニメ専門チャンネルのアニマックスで、『イツワリノウタヒメ』と『サヨナラノツバサ』が連続放送されたのが、テレビ初放送事例であった（『イツワリノウタヒメ』が19時 - 21時10分、『サヨナラノツバサ』が21時10分 - 23時20分）。アニマックスではこれに先駆けて劇場版「マクロスシリーズ」全作品を放送するなど、大々的な企画編成を実施した。2013年2月11日の再放送では、『イツワリノウタヒメ』がスカパー無料開放デーに編成され、初の無料放送を実現している。
地上波ではTOKYO MXが、2015年12月31日放送の『マクロスΔ』特別番組に先駆けるかたちで、12月29日に『イツワリノウタヒメ』、12月30日に『サヨナラノツバサ』を放送したのが初の事例。放送時間はいずれも18時より。
2023年、『マクロスF』放送15周年記念として、BS12日曜アニメ劇場で3月12日に『イツワリノウタヒメ』、3月19日に『サヨナラノツバサ』を2週連続放送した。9月3日、10日、同番組で再度放送された。

## 関連メディア

### CD
シングル
- 「pink monsoon」（2009年10月21日発売）
- 「CMランカ」（2009年12月16日発売）
- 「放課後オーバーフロウ」（2011年1月26日発売）

アルバム
- 『ユニバーサル・バニー』（2009年11月25日発売）
- 『劇場版マクロスF サヨナラノツバサ netabare album the end of "triangle"』（2011年3月9日発売）

### Blu-ray Disc

#### Hybrid Pack
最初のBlu-ray Discソフトは映画本編とPlayStation 3 (PS3) 用コンピュータゲームを収録した『Hybrid Pack』として発売された。通常のブルーレイ再生機の場合は映像のみ、PS3の場合は映像とゲームを利用することが可能。
劇場版マクロスF〜イツワリノウタヒメ〜 Hybrid Pack
2010年10月7日発売。映画本編と映像特典、およびPS3用3Dシューティングゲーム『マクロストライアルフロンティア』を収録。
劇場版マクロスF〜サヨナラノツバサ〜 Hybrid Pack
2011年10月20日発売。映画本編と映像特典、およびPS3用3Dシューティングゲーム『マクロスラストフロンティア』を収録。通常版のほか、初回限定盤として特製ボックス入り「超時空スペシャルエディション」が発売された。

#### 廉価版
2015年末に発売された廉価版には、新規録音のオーディオコメンタリーが収録されたほか、江端里沙・天神英貴の描き下ろしスリーブケースが付属する。
劇場版マクロスF〜イツワリノウタヒメ〜
2015年12月24日発売。音声特典「超銀河オーディオコメンタリー「マクロスF※※※」予測可能な※※※なんて何が面白いのVer.」（オープニング+4部構成）を収録。参加者は遠藤綾、中島愛、May'n、小西克幸、小林沙苗、佐々木史朗（音楽プロデューサー）、菊地康仁（演出）、河森正治（監督）。
劇場版マクロスF〜サヨナラノツバサ〜
2015年12月24日発売。音声特典「超銀河オーディオコメンタリー「マクロスF※※※」抱きしめて☆銀河のはちぇまれVer.」（4部構成）を収録。参加者は遠藤綾、中島愛、中村悠一、保志総一朗、小西克幸、井上喜久子、杉田智和、吉野弘幸（脚本）、河森正治（監督）。

#### 『時の迷宮』収録盤
劇場版マクロスΔ 絶対LIVE!!!!!! / 劇場短編マクロスF 〜時の迷宮〜
2022年9月28日、DVD版と同時発売。

### DVD
DVDソフトは映像（映画本編と特典映像）のみで、ゲームは収録されていない。また、容量の都合から本編ディスクと特典ディスクの2枚に分割して収録されている。映像特典や付属品、初回特典などはBlu-ray Disc版と同様。
劇場版マクロスF 〜イツワリノウタヒメ〜
2010年10月7日発売。セル版は初週約2.1万枚売り上げ、オリコン週間ランキングでDVD総合4位、アニメ部門で首位となった。
レンタル版は2011年1月26日からTSUTAYA先行でレンタル開始された。レンタル版は特典ディスクはなく、映画本編ディスクのみとなる。TSUTAYAのみのサービスとして1月26日から2月28日までの期間限定で、DVDを借りた人の中から先着でポストカードがプレゼントされた。
劇場版マクロスF 〜サヨナラノツバサ〜
2011年10月20日発売。セル版は初週約2.8万枚を売り上げ、オリコン週間DVDチャートで初登場総合首位を獲得した。「マクロスシリーズ」の映像ソフトでは、BDを除けばDVDで初の首位となる。

### Blu-ray / DVD BOX
劇場版マクロスF 30th dシュディスタbBOX
2014年5月15日、Blu-ray Disc版とDVD版発売。劇場版前後編ディスク2枚に特典ディスク、設定美術原画集、版権イラスト集（各100ページ）を同梱。『イツワリノウタヒメ』は劇場公開時のイントロパート、『サヨナラノツバサ』は新規作成のエンディングテーマ映像を新たに収録。Blu-ray Disc版のみ、特典ディスクをPlayStation 3で再生した場合、PlayView機能のコンテンツを利用できる。

### UMD
マクロストライアングルフロンティア イツワリノウタヒメパック
2011年2月3日に発売されたPlayStation Portable (PSP) 用ゲームソフト『マクロストライアングルフロンティア』の限定版。UMD3枚組となっており、ゲームディスクのほかに『劇場版マクロスF～イツワリノウタヒメ～』（120分）をPSPで視聴できるUMD-VIDEOと特典UMDが付属する。
特典UMDには新作CGやデフォルメされたキャラクターによる新作ミニシアター「超時空劇場」、河森監督の「マチ★アソビ vol.4」における講演、BS11のテレビ版再放送で放送された「マクロスF情報局」など、Blu-ray Disc、DVD版にも未収録の特典映像が90分以上収録されている。

### 書籍
- 『ロマンアルバム 劇場版マクロスF 虚空歌姫〜イツワリノウタヒメ〜ガイドブック』（徳間書店、2009年11月10日発売、ISBN 978-4197202867）
- 『劇場版マクロスF 〜イツワリノウタヒメ〜 公式ガイド PERFECT TRIANGLE』（角川書店、2009年12月22日発売、ISBN 978-4048544399）
- 『ロマンアルバム 劇場版マクロスF 虚空歌姫〜イツワリノウタヒメ〜』（徳間書店、2009年12月24日発売、ISBN 978-4197202881）
- 『OFFICIAL COMPLETE BOOK 劇場版マクロスF 〜サヨナラノツバサ〜』（角川書店、2011年4月16日発売、ISBN 978-4048546218）

### ゲーム
前述したPS3用『マクロストライアルフロンティア』『マクロスラストフロンティア』については、そちらを参照。このほか、『マクロストライアングルフロンティア』（2011年2月3日発売）に『イツワリノウタヒメ』が参加している。
バンダイナムコエンターテインメントより発売されているシミュレーションRPGシリーズ「スーパーロボット大戦シリーズ」のシリーズ数作品にも登場（シリーズでは「参戦」と呼称）している。
- 『第2次スーパーロボット大戦Z 破界篇/再世篇』（当時はバンプレストレーベルで発売） - PSP用ソフト。『破界篇』に『イツワリノウタヒメ』、『再世篇』に『サヨナラノツバサ』から機体のみ登場[注 16]。
- 『スーパーロボット大戦UX』 - ニンテンドー3DS（3DS）用ソフト。
- 『第3次スーパーロボット大戦Z 時獄篇/天獄篇』 - PlayStation 3 / PlayStation Vita用ソフト。
- 『スーパーロボット大戦BX』 - 3DS用ソフト。
- 『スーパーロボット大戦X-Ω』 - iOS・Android用アプリ。『サヨナラノツバサ』が2017年12月限定で登場。

ブシロードから発売されているトレーディングカードゲーム『ヴァイスシュヴァルツ』（および同ゲームのPSP版『ヴァイスシュヴァルツ ポータブル』）にも参加している。

### バーチャルライブ
マクロスF 超時空スーパーライブ 〜PS Home から愛を込めて〜
『マクロス×PlayStation Home』コラボレーション企画として、3Dモデルのランカとシェリルが『イツワリノウタヒメ』に登場したライブ会場で歌うバーチャルライブコンサート『マクロスF 超時空スーパーライブ ～PS Home から愛を込めて～』が、PlayStation Homeで無料開催された。PS Homeユーザーはアバターを使い参加することができ、3月4日よりライブ感を盛り上げる応援練習「親衛隊育成カリキュラム」も実施された。
当初は2011年3月26日-29日に開催予定であったが、東北地方太平洋沖地震発生後に延期が発表された。その後、個人情報流出事件もあり延期が続いたが、PlayStation Networkの全面再開に伴い2011年7月23、24、29、30日に開催となった。
使用曲
「射手座☆午後九時 Don't be late」
作詞 - 佐藤大、hàl、マイクスギヤマ、gabriela robin / 作曲 - 菅野よう子 / 歌 - シェリル・ノーム starring May'n
「私の彼はパイロット」
作詞 - 阿佐茜 / 作曲 - 羽田健太郎 / 歌 - ランカ・リー=中島愛
「愛・おぼえていますか」
作詞 - 安井かずみ / 作曲 - 加藤和彦 / 歌 - ランカ・リー=中島愛
「ノーザンクロス」
作詞 - 岩里祐穂、gabriela robin / 作曲・編曲 - 菅野よう子 / 歌 - シェリル・ノーム starring May'n
「アナタノオト」
作詞 - 真名杏樹 / 作曲・編曲 - 菅野よう子 / 歌 - ランカ・リー=中島愛
「星間飛行」（アンコール曲）
作詞 - 松本隆 / 作曲・編曲 - 菅野よう子 / 歌 - ランカ・リー=中島愛

## 関連作品

### 小説

#### 劇場版マクロスF
テレビアニメ版に引き続き、小太刀右京が手がけるノベライズ作品。角川スニーカー文庫より上下巻が発売された。カバーイラストは江端里沙、本文イラストは青木ハヤトが担当している。
小太刀著の『マクロス・ザ・ライド』と部分的に連動しているが、オリジナルの要素は控えられており、『異界戦記カオスフレア』などで小太刀と共著している三輪清宗による錬金術・寓意の解説が強調されている。
- （上） イツワリノウタヒメ - 2011年2月26日発売。ISBN 978-4044738099
- （下） サヨナラノツバサ - 2011年3月31日発売。ISBN 978-4044738105

#### アルカトラズ・デイ
『マクロスF  VISUAL COLLECTION シェリル・ノーム FINAL』（角川書店、2011年4月28日初版、ISBN 978-4-04-854620-1）に掲載された小太刀右京の短編小説。S.M.Sによるシェリル救出作戦決行日のシェリルとアルト、そしてアルカトラズ所長ジェームズ・ベイズリーと囚人テムジン02356の物語を描いている。

### 漫画

#### シェリル 〜キス・イン・ザ・ギャラクシー〜
小山鹿梨子著。シェリルを主人公とするオリジナルストーリー。単行本の背表紙では『劇場版マクロスF 〜イツワリノウタヒメ〜 シェリル キス・イン・ザ・ギャラクシー』と表記されている。劇場版のストーリーをそのままなぞっているわけではなく、テレビシリーズとも劇場版とも違うオリジナルのストーリーとなっている。
原案協力は河森正治。テレビシリーズや劇場版では時間が足りないために描ききれなかった芸能界や学園生活の部分をより強調した作品が作れないかということで、「マクロスシリーズ」としては異例の少女漫画となった。隔月刊の『別フレ2010』7月号（講談社）より『別フレ2011』3月号まで5話が連載され、最終話は単行本第3巻に描き下ろしで掲載された。
完結後、『別フレ2012』5月号、夏号において、幼少期のシェリルとアルトの出会いに焦点を当てた「空色トパーズ」、シェリルとランカがバジュラ本星で行方不明になっていたアルトとブレラに再会する「エターナル エメラルド」の2編が掲載された。これらを収録した単行本第4巻には後日談としてシェリルとアルトの仲睦まじい様子を描いた「ゴールデンハニートラップ！」「RING a Ding Dong♪」が描き下ろしで掲載されている。

##### あらすじ（シェリル）
ギャラクシー船団のインプラント義務化に反対していた両親を殺害され、スラムに身を落としたシェリルはグレイスに拾われ、エラトー音楽学院に入学する。優秀なクラスメイトの天城リリスにその才能を見いだされるが、リリスはバジュラの襲撃によって命を落とし、シェリルは両親やリリスの思いを背負い「銀河一の歌い手」になることを誓う。その後、さまざまな苦難を乗り越えトップシンガーの地位に上り詰めたシェリルは銀河横断ツアーを敢行する。訪れたフロンティア船団でアルトと出会い、バジュラの襲撃から命を救われる。美星学園に編入することになったシェリルはランカと出会い、ライバルの出現に心を躍らせる。
美星学園がバジュラの攻撃を受けた際、自分の歌がバジュラに影響を与えるのではないかと考えたシェリルは、ランカとともに戦場で歌う。この件でギャラクシー船団元老院はランカをバジュラを操る能力者「クイーン1」と認定し、シェリルを失敗作と判断する。元老院に差し向けられたブレラによってシェリルは暗殺の標的とされ、ランカは拉致される。
胸を撃たれながらもリリスの形見に守られ、かろうじて即死を免れたシェリルは、元老院を裏切ったグレイスが注入した身体修復用ナノマシンの副作用によって彼女の過去と真意、元老院の陰謀について知る。シェリルはアルトとともにバジュラの巣と化したギャラクシーに乗り込み、人類とバジュラの根絶をもくろむ首謀者のスルトと対峙し、洗脳されたランカを歌により救い出す。スルトはランカの歌で自我を取り戻したブレラの攻撃によって倒れるが、強化型V型ウイルスを乗せた宇宙船が地球に向けて動き始める。アルトとブレラは人類を救うため、必ず戻ると約束して飛び立つ。

##### 単行本
1. 2010年9月13日発売。ISBN 978-4063759594
2. 2011年1月13日発売。ISBN 978-4063760132
3. 2011年4月13日発売。ISBN 978-4063760460
4. 2012年10月12日発売。ISBN 978-4063767070

#### マクロスFF
『マクロスFF』（マクロスフォルテシモ）は、喜久屋めがね（原案・監修 - 河森正治）の漫画作品。『ニュータイプエース』2012年発売の第10号から2013年発売の第19号まで連載された。劇場版前編『イツワリノウタヒメ』と完結編『サヨナラノツバサ』の間に位置するエピソードを描いている。単行本は2013年3月26日、角川コミックス・エースより全1巻 (ISBN 978-4-04-120629-4) が発売された。

##### あらすじ（FF）
バジュラの襲撃を受けたフロンティア船団は、S.M.Sの奮闘とシェリル、ランカの歌によってひとまずは危機から脱する。先の戦闘で帰るべき船団を失ったシェリルは、甚大な被害を受けたフロンティア船団の復興を支援するためにチャリティーライブの開催を決め、ランカやアルトたちS.M.Sに出演を依頼する。しかし、バジュラと交感できる歌姫を探すためバジュラ由来のV型感染症に罹患させられていたシェリルは病に倒れ、アルトの看病を受ける。シェリルの勧めで入院した父親に会ったアルトは、家業を捨てたことに迷いを抱き、シェリルに励まされる。
ところが、街頭モニターでシェリルが突如引退を発表し、ライブの中止を宣言する映像が流される。これがダミーであることに気付いたアルトたちはシェリル護衛の任に就くブレラを問いただし、シェリルがインプラントを施されていないことを快く思わないギャラクシー船団の一派によってアイランド4に拉致されたことを知る。犯人はシェリルにインプラントを施し完璧な歌姫を造り上げようと精神的に追い詰めていくが、シェリルはこれに屈することなく、復帰を信じてライブを開催したランカの歌に応える。アルトはYF-29に乗って監禁されたシェリルを救い出し、無事ライブ会場へと送り届ける。シェリルは二度とこのような事件が起きないようアルトに護衛を依頼し、アルトは自分の信じた道を進む決意を新たにする。